# Джузеппе Прінці
Джузеппе Марія Прінці (італ. Giuseppe Maria Prinzi, 1825—1895) — італійський скульптор. Вважається одним з найвидатніших італійських скульпторів XIX століття, його твори знаходяться в багатьох містах Італії, у тому числі Римі, Неаполі та його рідній Мессіні.

## Твори скульптора

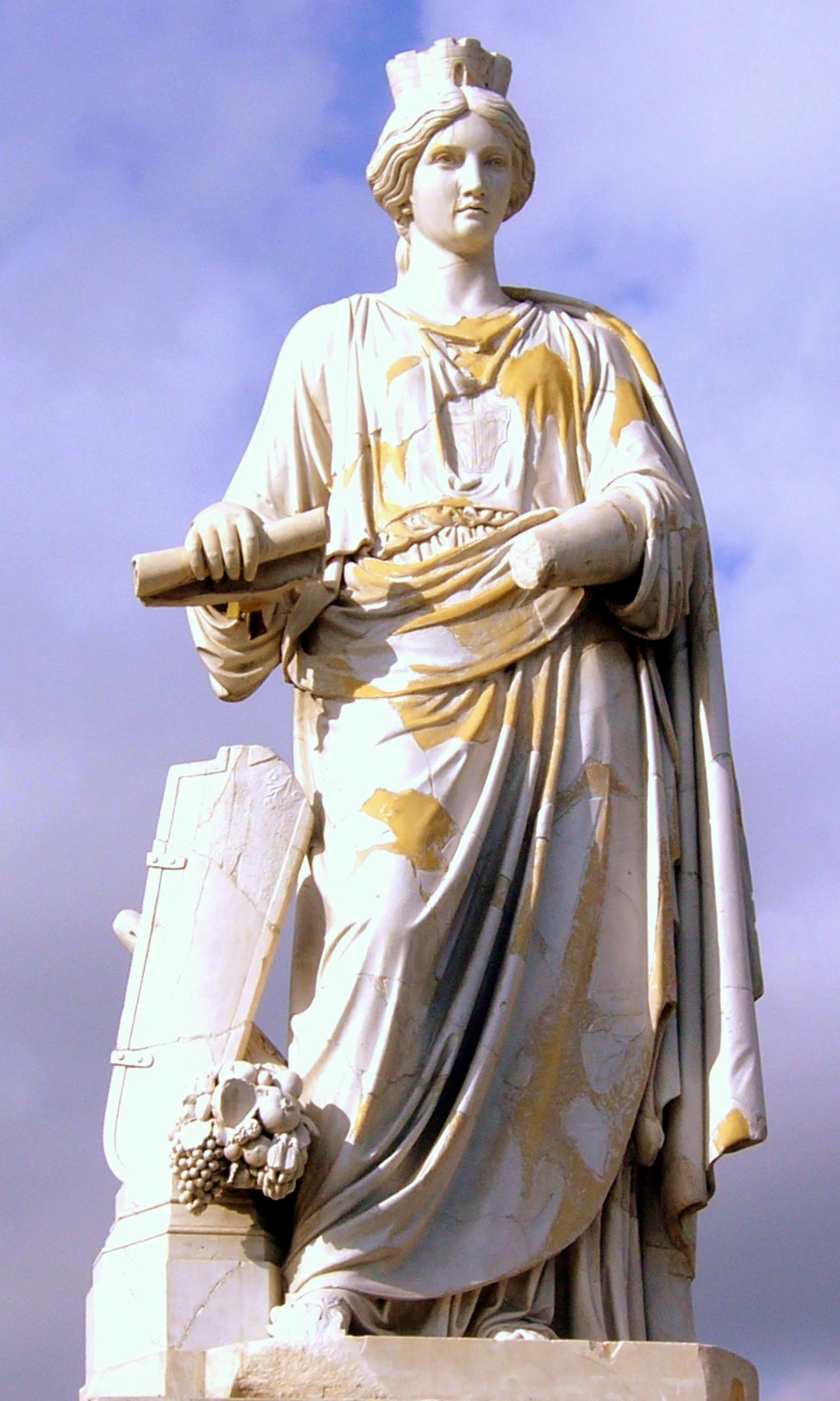
Пам'ятник Мессіні в місті Мессіна.
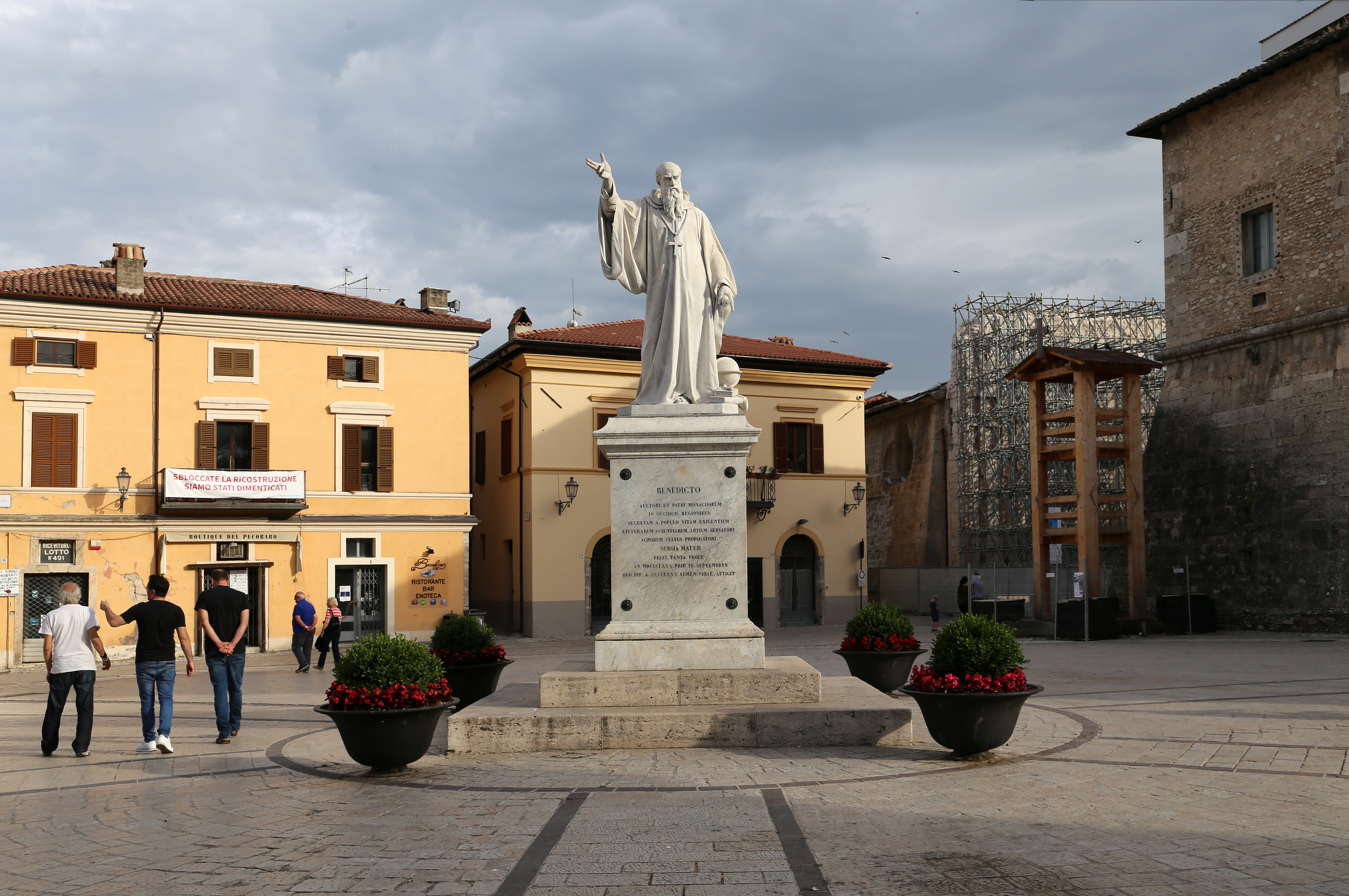
Пам'ятник святому Бенедикту в комуні Норчія.
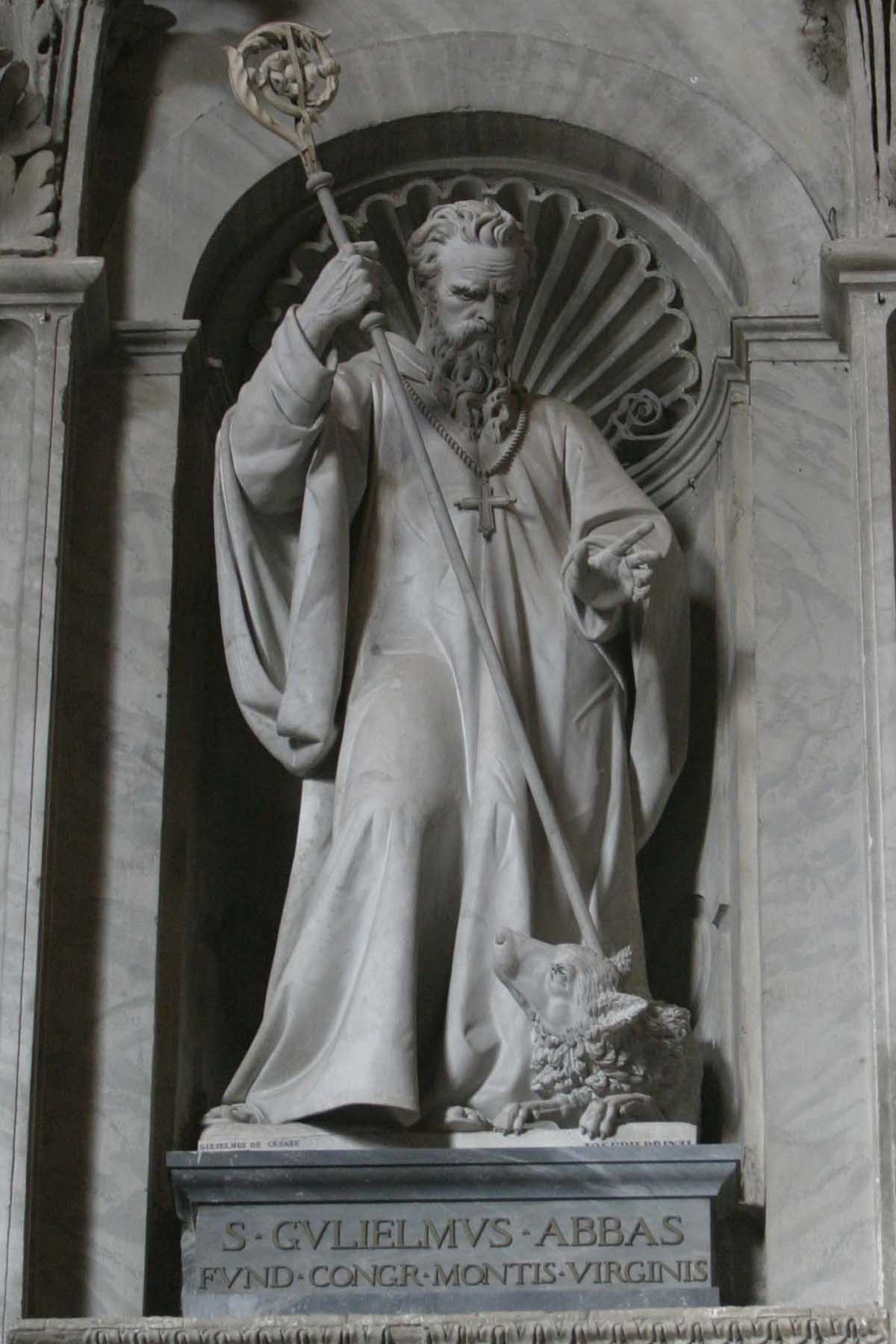
Статуя святого Вільяма з Верчеллі у Ватикані.
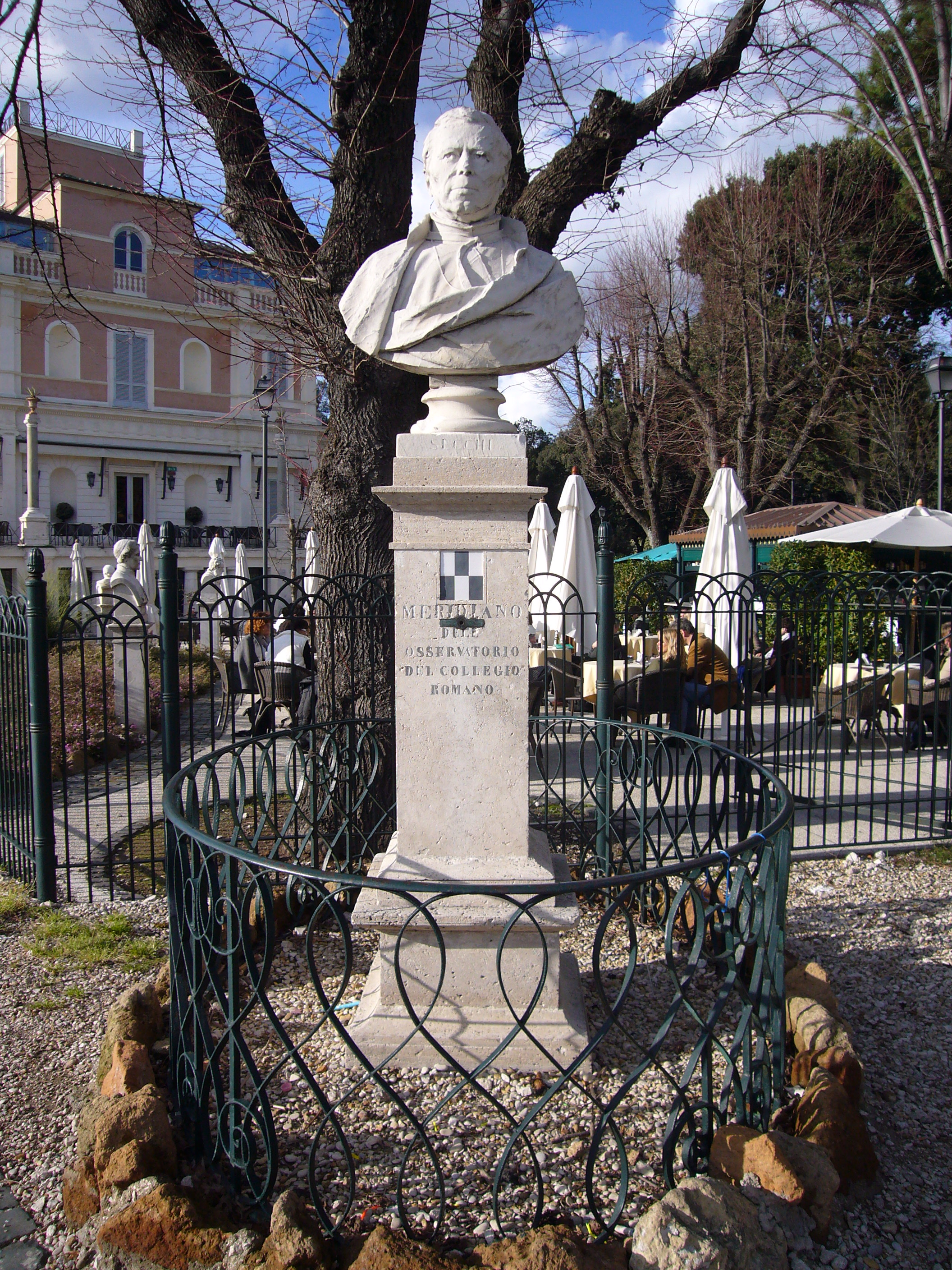
Бюст астронома Анджело Секчі у Римі